# Hold That Ghost
Hold That Ghost é uma comédia de terror de 1941 estrelada pela equipe de comédia Abbott e Costello e apresentando Joan Davis, Evelyn Ankers e Richard Carlson. Foi dirigido por Arthur Lubin.

## Elenco
Segue o elenco:
- Lou Costello
- Bud Abbott
- Richard Carlson
- Joan Davis
- Evelyn Ankers
- Marc Lawrence
- Shemp Howard

## Produção
Hold that Ghost, cujo título provisório era Oh, Charlie, foi feito imediatamente após Buck Privates, de 21 de janeiro a 24 de fevereiro de 1941, com um orçamento de 190 mil dólares. O roteiro original começou com Chuck e Ferdie trabalhando em seu posto de gasolina e apresentava muitas cenas da gangue de Mattson planejando ou tentando assustar os meninos para fora da taverna. No clímax, outra facção da gangue de Mattson que havia escapado da prisão chega e os grupos rivais lutam pelo saque, que acaba sendo falsificado. A polícia estadual, que havia pegado o motorista do ônibus ,chega e prende os membros da gangue. Chuck e Ferdie ainda conseguem abrir um resort com base nas propriedades terapêuticas da água do poço. Lubin disse que o filme "tem mais enredo" do que Buck Privates. "Era mais ou menos comédia direta."
Como o filme estava quase pronto, Buck Privates se tornou um dos maiores sucessos de todos os tempos da Universal. O lançamento de Oh, Charlie foi adiado para que o estúdio pudesse rapidamente fazer e lançar uma segunda comédia de serviço de Abbott e Costello, In the Navy. A Universal então colocou Oh, Charlie de volta em produção em meados de maio para anexar a abertura e o encerramento do filme com números musicais das Andrews Sisters (que apareceram em ambas as comédias de serviço) e do líder da banda Ted Lewis. Novas cenas foram escritas e outras refeitas para fins de continuidade. Essas revisões foram escritas principalmente por Edmund L. Hartmann sem crédito. Atualizar Oh, Charlie custou algo entre 25 e 150 mil dólares, de acordo com diferentes fontes do estúdio. Em junho de 1941, a película foi renomeada como Hold That Ghost. Uma adaptação para o rádio de 30 minutos foi realizada por Abbott e Costello no programa de Louella Parsons, Hollywood Premiere, uma semana antes do filme ser lançado.

## Recepção
Após o lançamento, recebeu críticas quase unanimemente positivas. O Motion Picture Herald relatou: "Sim, senhoras e senhores, fizeram isso de novo. Na verdade, por contagem e com testemunhas, os Srs. Abbott e Costello tiveram mais risadas, mais altas e mais longas em Hold That Ghost em sua prévia de Hollywood do que fizeram em Buck Privates ou In the Navy. Na verdade, é duvidoso que dois comediantes já tenham dado tantas risadas em um filme a qualquer hora, em qualquer lugar." The Hollywood Reporter acrescentou: "as risadas vêm tão rápidas e furiosas que muitas linhas foram totalmente abafadas. Em um ponto, cerca de metade do público estava dizendo 'Mer' para a outra metade." O Motion Picture Daily a chamou de "de longe a comédia mais brega que a dupla de Abbott e Costello já cometeu, mas não me interpretem mal - pois 'mais brega' é, neste caso, um sinônimo de melhor." A Variety definiu o filme como "uma comédia impressionante, boba e ridícula, mas criadora de risos e para agradar ao público."
Os críticos reclamaram dos números musicais supérfluos. The Philadelphia Inquirer era típico: "A Universal tirou o pó de Ted Lewis e das Andrews Sisters, inserindo-os em sequências de boates à frente e atrás para adicionar um pouco de valor de 'nome'. Para o nosso dinheiro (...) apenas preenchem a imagem." O Rotten Tomatoes relata que 100% dos críticos deram ao filme notas positivas com base em seis resenhas, e 90% de 780 usuários gostaram, com uma classificação média de 4,2 / 5. O crítico de cinema Leonard Maltin deu ao filme três de quatro estrelas e notou-o como "Prime A&C." O contribuidor da Allmovie Hal Erickson deu ao filme três de cinco estrelas possíveis e afirmou que a cena de "vela em movimento" pode ser "A cena de tela mais engraçada de sempre de Costello."